# Fernando del Valle

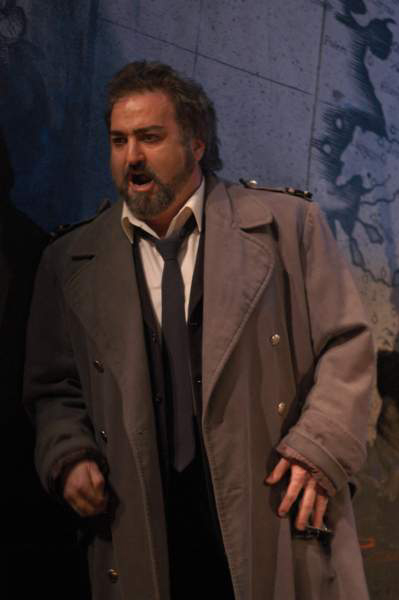
Fernando del Valle um 2010

Fernando del Valle (* 28. Februar 1964 als Brian Skinner in New Orleans, Louisiana) ist ein US-amerikanischer Opernsänger (Tenor).

## Familie
Er nahm zu Ehren seines Großvaters Fernando Meléndez del Valle, seinerzeit auch ein Tenor, den Namen del Valle an. Er ist der Ururenkel von Andrés del Valle Rodríguez der 1876 Präsident von El Salvador war und auch ein direkter Nachfahre von Oberst José María San Martín y Ulloa, Präsident von El Salvador (1854–56) und Gründer der Stadt Santa Tecla in El Salvador. Er ist der Neffe des Architekten Manuel Roberto Meléndez Bischitz.

## Biografie
Fernando del Valle ist Absolvent der Tulane University sowie der Southern Methodist University in Dallas, Texas. Er erhielt an letzterer ein Berufsstipendium der Dallas Opera. Er ist ebenfalls Absolvent des Merola Opera Program an der San Francisco Opera, wo er von 1992 bis 1993 studierte und Gewinner des Bel Canto-Wettbewerbs in Chicago wurde, weshalb er nach Italien umsiedelte, um unter Carlo Bergonzi und später Thomas Hayward zu studieren. Seit 2000 lebt del Valle in Darmstadt.

### Anfänge
Del Valle debütierte 1981 als Opernsänger im Alter von 17 Jahren in der Rolle des ersten Hirten in der Inszenierung von John Blows Venus und Adonis, vorgetragen in der Loyola University of the South. Im darauf folgenden Jahr trat er als Tenor in Johann Sebastian Bachs Matthäuspassion mit dem New Orleans Philharmonic-Symphony Orchestra auf. 1986 fand sein erster Auftritt in der Jordan Hall in Boston statt, mit dem Weihnachtsoratorium, ebenfalls von J. S. Bach. Er gewann damit den Boston Premiere Ensembles Young Artist Wettbewerb. Im darauf folgenden Frühjahr sang er mit der Beethoven Society von New York in der Alice Tully Hall im Lincoln Center.
Del Valle erweiterte sein Repertoire und ging seiner Karriere als Operntenor nach mit Auftritten in Werken wie Ludwig van Beethovens Missa solemnis und den Requien von Giuseppe Verdi, Benjamin Britten und Andrew Lloyd Webber. 1993 debütierte der Tenor dann in der Carnegie Hall mit Wolfgang Amadeus Mozarts Großer Messe in C-Moll. 1994 sang er als Tenor im Messias, begleitet vom Dallas Symphony Orchestra. 1995 folgte sein europäisches Debüt in Beethovens 9. Symphonie, zusammen mit dem Orchestra Sinfonica di Milano Giuseppe Verdi, unter der Leitung von Alun Francis. Del Valles erster europäischer Opernauftritt erfolgte in der Hugo de Ana Produktion von Carmen im Teatro Comunale von Treviso, in der Rolle des Don José unter der Leitung von Peter Maag. 1996 spielte er den Rodolfo in einer La Bohème-Inszenierung im Teatro dell’Opera di Roma.

### 1997 bis heute
1997 trat del Valle als Don José im Gran Teatro La Fenice in Venedig, als Pinkerton in Madama Butterfly in der Palm Beach Opera, sowie als Faust (Gounod) in Colmar, Frankreich, auf.
Sein deutsches Debüt gestaltete er 1998 als Rodolfo an der Oper Frankfurt mit Klauspeter Seibel. Im selben Jahr trat er auch beim Wexford Festival in Irland auf. Seit 1999 war Del Valle weltweit an den zahlreichen Orten zu hören, etwa in Frankfurt, Maastricht, am Saarländischen Staatstheater in Saarbrücken, in Düsseldorf, Berlin, München, Helsinki, Belo Horizonte in Brasilien, Baveno in Italien (RAI di Torino), Wiesbaden, Mannheim, Karlsruhe, Kassel und Hamburg. Del Valle war dann einige Jahre lang Erster Tenor im Ensemble des Staatstheaters Darmstadt (unter der Leitung von Marc Albrecht) und Friedrich Meyer-Oertel, gefolgt von Auftritten in Israel, Korea, Sizilien, Sydney, Lissabon und Prag.
2003 malte Ricarda Jacobi, eine Schülerin von Oskar Kokoschka, sein Porträt.
Seit 2011 tritt er nicht mehr auf der großen Bühne auf, sondern arbeitet als freier Sänger, was seiner Gesundheit geschuldet ist. Gern tritt er für wohltätige Zwecke auf. Durch regelmäßige Stimmübungen und auch Proben am Staatstheater mit einem Pianisten hält er sein Repertoire in Schuss.

### Gesundheit
1995 wurde bei Fernando del Valle im Alter von 31 Jahren Diabetes mellitus (Typ-1 Diabetes) diagnostiziert. Heute leidet er unter Diabetische Retinopathie, Glaukom, Maculadegeneration, Diabetic cardiomyopathy, sowie Diabetische Neuropathie.

### Diskografie
- Antonín Dvořák: Stabat mater, op. 58. Akademischer Chor Zürich, Universitätsorchester Innsbruck, Dezember 2010
- Edward Elgar: The Dream of Gerontius. Sydney Philharmonia Choirs, Live-Aufnahme aus der Sydney Opera House vom 13. Juni 2010
- Ludwig van Beethoven: 9. Sinfonie. Orchestra Sinfonica di Roma, La Vecchia (Allegro)
- Carlos Gomes: Salvator Rosa. Patrick Shelly, Dorset Opera[17]
- Fernando del Valle Arias. Eraldo Salmieri, The National Symphony Orchestra of Sophia, Producer: Michael A. Skinner
- Magna res est amor. Martin Sander, Orgel
- Giuseppe Verdi: Requiem. Staatsphilharmonie Rheinland-Pfalz unter John Nelson (Naxos)